# 32400 Itaparica
32400 Itaparica è un asteroide della fascia principale. Scoperto nel 2000, presenta un'orbita caratterizzata da un semiasse maggiore pari a 3,0811712 au e da un'eccentricità di 0,0632701, inclinata di 10,78511° rispetto all'eclittica.